# Wahnesia ephippiata
Wahnesia ephippiata – gatunek ważki z rodziny Argiolestidae.
Owad ten jest endemitem Papui-Nowej Gwinei, znanym z pojedynczego okazu odłowionego w 1933 roku w rejonie Kokoda w Górach Owena Stanleya na wysokości 365 m n.p.m.